# Герб Тетієва
Герб Тетієва — один з офіційних символів міста Тетіїв Київської області. Затверджений рішенням Тетіївської міської ради від 16 вересня 2004 року.

## Опис

### Опис малого герба
|  | У зеленому полі вершник у срібних обладунках, зі щитом і списом, на срібному коні, у відділеній ламано червоній главі — срібна фортеця з трьома вежами, в середній — відчинена брама. |

### Опис великого герба
|  | Щит з гербом підтримує справа — давньоруський воїн у червоному плащі, а зліва — козак із шаблею при боці, обидва тримають списи з червоними прапорцями й стоять на дубових гілках, на які під щитом покладено перехрещені срібні бунчук та кривий східний меч, повернуті донизу. |

## Символіка
Срібний озброєний вершник — є символом славних перемог наших предків над половецькими військами. Вершник зображений на тлі давньоруської фортеці, залишки земляних валів якої збереглися й досі. Відчинена міська брама означає щиру гостинність жителів Тетієва.